# Skároš
Skároš é um município da Eslováquia, situado no distrito de Košice-okolie, na região de Košice. Tem 36,87 km² de área e sua população em 2018 foi estimada em 1.112 habitantes.

## Demografia
| Ano:        | 1994 | 2004    | 2014   | 2024   |
| ----------- | ---- | ------- | ------ | ------ |
| Broj ljudi: | 947  | 1052    | 1117   | 1162   |
| Razlika:    |      | +11,08% | +6,17% | +4,02% |

| Ano:               | 2023 | 2024   |
| ------------------ | ---- | ------ |
| Número de pessoas: | 1148 | 1162   |
| Diferença:         |      | +1,21% |